# Anna Szukalska
Anna Szukalska (ur. 12 marca 1984) – polska łuczniczka, wicemistrzyni Europy, wielokrotna mistrzyni Polski.
Zawodniczka klubu Czarna Strzała Bytom. Startuje w konkurencji łuków klasycznych. Srebrna medalistka mistrzostw Europy w 2012 roku w konkurencji par mieszanych (z Piotrem Nowakiem).

## Osiągnięcia
- 2005
  - brązowy medal letniej uniwersjady w 2005 w klasyfikacji drużynowej (z Justyną Mospinek i Wioletą Myszor[1].
- 2010
  - Drużynowa Halowa Mistrzyni Polski Seniorów
  - Złota medalistka Halowych Mistrzostw Polski w mikstach
  - II miejsce indywidualnie oraz III miejsce zespołowo w II Rundzie Pucharu Europy (Armenia)
  - II miejsce oraz III miejsce zespołowo w Finale Pucharu Europy (Rosja)
  - I miejsce w klasyfikacji Pucharu Europy
  - Drużynowa Mistrzyni Polski Seniorów
  - Srebrny medal Mistrzostw Polski Seniorów
- 2011
  - Drużynowa Halowa Wicemistrzyni Polski Seniorów
  - srebrna medalistka XXIII Międzynarodowego Turnieju o Złotą Ciupagę Góralską
  - drużynowo brąz na XXIII Międzynarodowym Turnieju o Złotą Ciupagę Góralską
- 2012
  - III miejsce indywidualnie oraz III miejsce drużynowo na XXX Halowych Mistrzostwach Polski Seniorów
  - VI miejsce w konkurencji mikst na Halowych Mistrzostwach Polski Seniorów (z Dawidem Michalskim)
  - zespołowe Mistrzostwo Afryki (Maroko)
  - zespołowo V miejsce na 1 zawodach Pucharu Świata (Szanghaj)
  - IV miejsce w I rundzie Pucharu Polski Seniorów
  - II miejsce w II rundzie Pucharu Polski Seniorów
  - II miejsce w mikście w mistrzostwach Europy (Amsterdam)
  - V miejsce w III Rundzie Pucharu Świata (Ogden,USA)